# Nikolái Valentínov

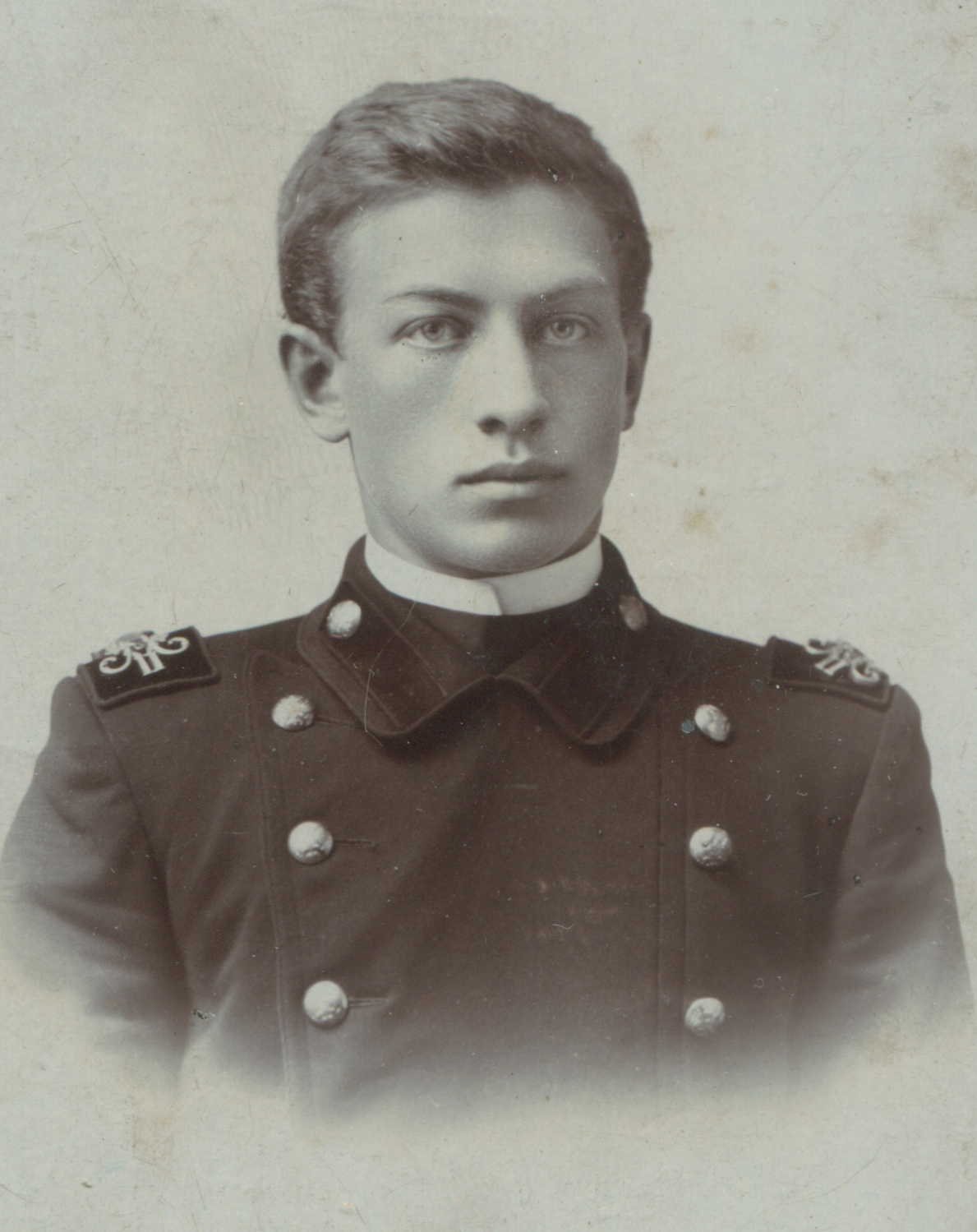
Nikolái Valentínov.

Nikolái Valentínov (en ruso: Николай Валентинов), cuyo nombre verdadero era Nikolái Vladislávovich Volski (Николай Владиславович Вольский; 1879-1964), fue un periodista y escritor ruso, testigo directo de la Revolución rusa y analista crítico de la política económica soviética.

## Biografía
Nacido en Morshansk, gobernación de Tambov (a 370 kilómetros al sureste de Moscú), en 1879 en una familia de origen lituano. Valentínov estudia en el Instituto de tecnología de San Petersburgo y decide unirse a los movimientos revolucionarios muy activos en las universidades. Es arrestado y desterrado a Ufá, Baskortostán, en 1898. Una vez liberado, se dedica a la propaganda revolucionaria, a pesar de estar vigilado por la policía zarista. 
En 1900, empieza a estudiar en el Instituto Politécnico de Kiev donde conoce a su futura esposa, Valentina, cuyo nombre le servirá para crear su pseudónimo. Lee a Karl Marx (El Capital) y a Lenin, y se une a las revueltas estudiantiles. Destaca por su intrepidez la cual le ocasiona una herida en la cabeza en una manifestación de febrero de 1902 donde es dejado por muerto. Durante ese periodo, es arrestado tres veces por actividades revolucionarias.
Apenas salido de prisión en 1903, huye a Ginebra (Suiza) para encontrarse con Lenin, al lado del cual pasa varios meses. Esos encuentros constituyen la materia de su libro Mis encuentros con Lenin. Adhiere al Partido Obrero Socialdemócrata de Rusia animado por los bolcheviques. Pero las discusiones entre Lenin y Valentínov se deterioran en razón de desacuerdos políticos y filosóficos. Valentínov quiere conciliar los principios del marxismo «clásico» con las ideas metafísicas de Mach y Avenarius, lo cual es inconcebible para Lenin.
Después de haber vuelto a Rusia clandestinamente en 1905, rompe con Lenin y los bolcheviques y decide unirse a los mencheviques. Se dedica al periodismo colaborando con los diarios Rússkoie Slovo ("La Palabra rusa") y Kíevskaia Mysl ("El Pensamiento de Kiev"), del que Trotski era corresponsal de guerra. En 1908 Valentínov publicó varios libros entre los cuales destaca: Las Concepciones filosóficas del marxismo que refuta el materialismo dialéctico expuesto por Lenin en Materialismo y empiriocriticismo. Valentínov participa activamente en la controversia filosófica entre los «realistas» y los «idealistas», criticando con fuerza los pensamientos «idealistas» de Piotr Struve, Serguéi Bulgákov y otros. En razón de su actividad clandestina, sus escritos son publicados bajo diferentes pseudónimos.
En 1917, Valentínov dimite del partido menchevique y acepta un cargo en el Consejo Supremo de la Economía Nacional de la República rusa desde donde lanza el periódico Torgovo-Promýshlennaia Gazeta ("La Gaceta del comercio y de la industria"). Valentínov es considerado como uno de los promotores y analistas más importantes de la Nueva Política Económica (NEP) en 1921.
Al fallecer Lenin en 1924, Valentínov está inquieto por la ascensión al poder de Stalin y por sus maniobras para eliminar sus adversarios. Decepcionado por los proyectos de abandono de la NEP y preocupado por su seguridad, Valentínov decide marcharse a París en 1928 donde se dedica a escribir libros y artículos para varios periódicos de la emigración (Poslédnie Nóvosti, Nóvaya Rossíya, Sovreménnye Zapiski), a menudo bajo el pseudónimo de E. Jur’evskij (o Yúrevski). También mantiene una correspondencia con sus camaradas de lucha, en particular con los mencheviques. Investigadores europeos y americanos solicitan con frecuencia su testimonio sobre la historia del comunismo y la revolución rusa.
En 1953, Valentínov publicó Mis encuentros con Lenin, testimonio valioso sobre la personalidad de Lenin. Según Boris Souvarine, se trata de un libro esencial para entender a Lenin, su papel político, su destino histórico, su huella imborrable sobre Rusia y el mundo.
En 1954, Valentínov publicó Dos años con los simbolistas.
En 1956, empieza a trabajar sobre un importante estudio sobre la NEP que es publicado en 1971 y que se convierte en fuente de referencia para los historiadores de la economía soviética. Su libro Los primeros años de Lenin sale en 1969.
Instalado en Le Plessis-Robinson, cerca de París, fallece el 26 de agosto de 1964.